# Клаудио Пизаро
Клаудио Мигел Пизаро Босио (шп. Claudio Miguel Pizarro Bosio; 3. октобар 1978) је бивши перуански фудбалер. Нашироко је познат по способности постизања голова, поготово главом.
Највећи део каријере провео је играјући у Бундеслиги, играо је у два мандата у Бајерну из Минхена и три у Вердеру из Бремена, током којих је освојио чак 19 трофеја, од којих 17 са Бајерном. 23. октобра 2010. постао је рекордер као страни играч са највише голова у Бундеслиги. Од 3. марта 2016. Пизаро је пети најбољи стрелац Бундеслиге свих времена, са постигнутим 191 голом.
Репрезентативац је Перуа од 1999. и представљао је репрезентацију на четири турнира Копа Америке.

## Трофеји

### Клупски
Бајерн Минхен
- Првенство Немачке (6) : 2002/03, 2004/05, 2005/06, 2012/13, 2013/14, 2014/15.
- Куп Немачке (5) : 2002/03, 2004/05, 2005/06, 2012/13, 2013/14.
- Лига куп Немачке (1) : 2004.
- Суперкуп Немачке (1) : 2012.
- Лига шампиона (1) : 2012/13.
- УЕФА суперкуп (1) : 2013.
- Интерконтинентални куп (1) : 2001.
- Светско клупско првенство (1) : 2013.

Вердер Бремен
- Куп Немачке (1) : 2008/09.
- Суперкуп Немачке (1) : 2009.

### Индивидуални
- Најбољи стрелац Купа Немачке : 2004/05.
- Најбољи Ибероамерички фудбалер у Европи : 2005.
- Најбољи стрелац УЕФА Лиге Европе : 2009/10.

### Рекорди
- Најбољи страни стрелац у историји Немачког фудбала
- Пети најбољи стрелац у историји Бундеслиге
- Најстарији фудбалер који је остварио хет-трик у Бундеслиги
- Најбољи стрелац Вердера из Бремена свих времена